# Балашов Едуард Михайлович
Едуард Михайлович Балашов — український освітянин, науковець. Доктор психологічних наук, професор. Ректор Національного університету «Острозька академія» (від 8 травня 2024 року).

## Життєпис
Закінчив Національний університет «Острозька академія» (1999, спеціальність «Економіка і підприємництво»; 2000, спеціальність «Фінанси»).
Працював економістом торгово-комерційного відділу Управління будівництва Рівненської АЕС (1999—2000), начальником відділу маркетингу Острозького хлібозаводу (2000).
Від 2000 року в Alma-mater: старший викладач катедри психології та педагогіки; помічник ректора з міжнародного співробітництва та фандрайзингу відділу міжнародних зв'язків. 8 травня 2024 року переміг на виборах ректора навчального закладу.

## Науковий доробок
Автор близько 120-ти наукових публікацій.